# Porcellionides sorrentinus
Porcellionides sorrentinus är en kräftdjursart som först beskrevs av Karl Wilhelm Verhoeff 1918.  Porcellionides sorrentinus ingår i släktet Porcellionides och familjen Porcellionidae. Inga underarter finns listade i Catalogue of Life.